# Heterocithara concinna
Heterocithara concinna é uma espécie de gastrópode do gênero Heterocithara, pertencente à família Mangeliidae.